# اولترا ایزو
اولترا ایزو (به انگلیسی: UltraISO) یک نرم‌افزار کاربردی است که برای مایکروسافت ویندوز جهت ایجاد، تغییر و تبدیل فایل‌های ایزو برای نوشتن دیسک‌های نوری ارائه شده است. نسخه رایگان این نرم‌افزار قادر به استفاده از ۳۰۰ مگابایت یا کمتر را به کاربر می‌دهد.